# Needles Highway

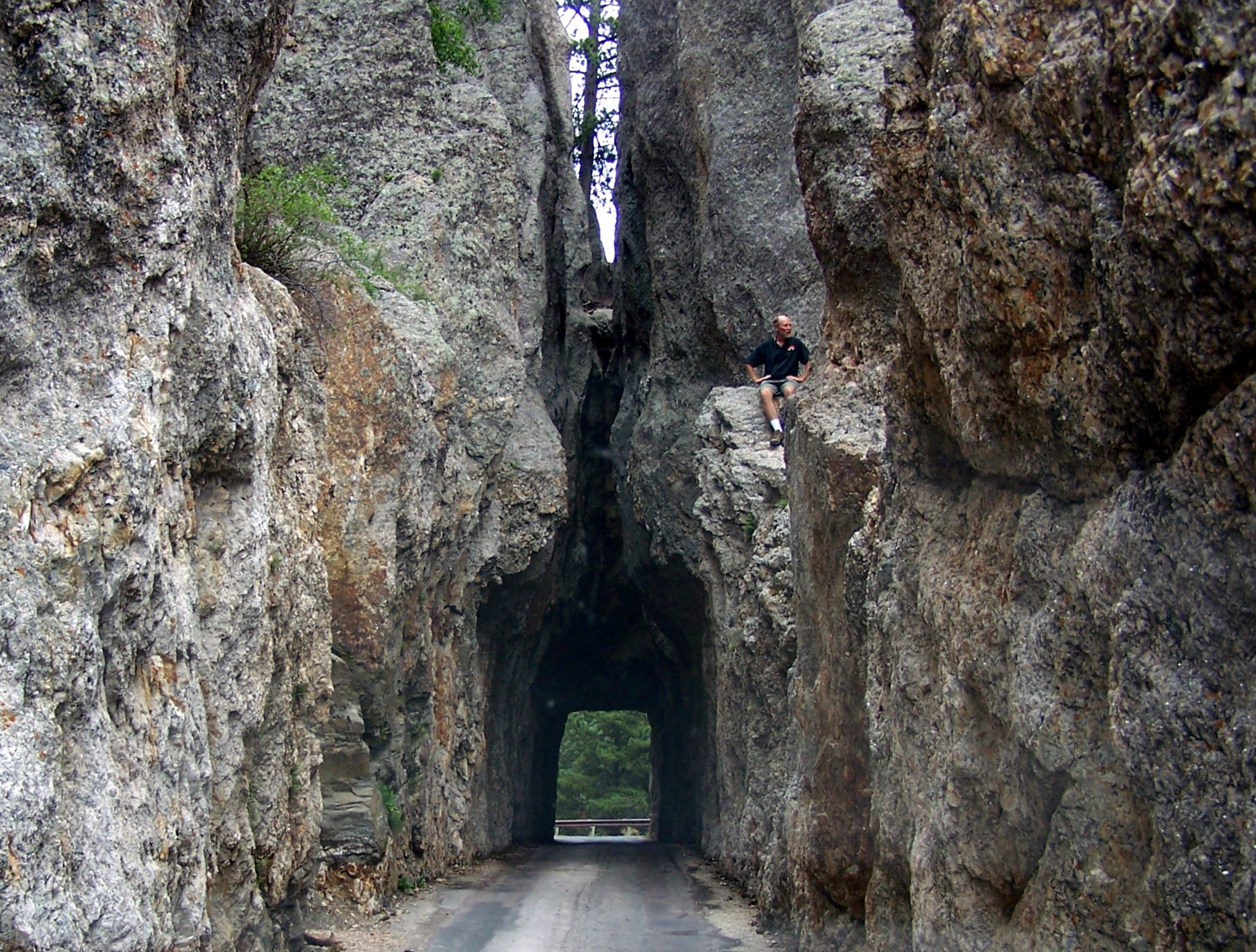
Tunnel de la Needle Road dans le parc d'État de Custer.

La Needle Highway est le nom de la partie nord de la route South Dakota Highway 87, dans l'État américain du Dakota du Sud. 
Située à 30 milles (48,3 km) de Rapid City, elle traverse le parc d'État de Custer et est terminée en 1922 sous le mandat du gouverneur Peter Norbeck, fervent soutien du parc.
Après sa jonction avec la South Dakota Higway 89, elle passe par le tunnel Hood et donne accès au lac Sylvan avant de rejoindre la U.S. Route 16 au sud de Hill City.
Conçue comme une route touristique, avec des points de vue aménagés, elle est longue de 14 milles (22,5 km) et comporte de nombreux virages, et d'étroits tunnels creusés dans le granit. Elle est bordée par des pics granitiques qui lui ont valu son nom (needles : aiguilles). Elle est habituellement fermée en hiver.

## Article connexe

Vues de la route par temps de brouillard
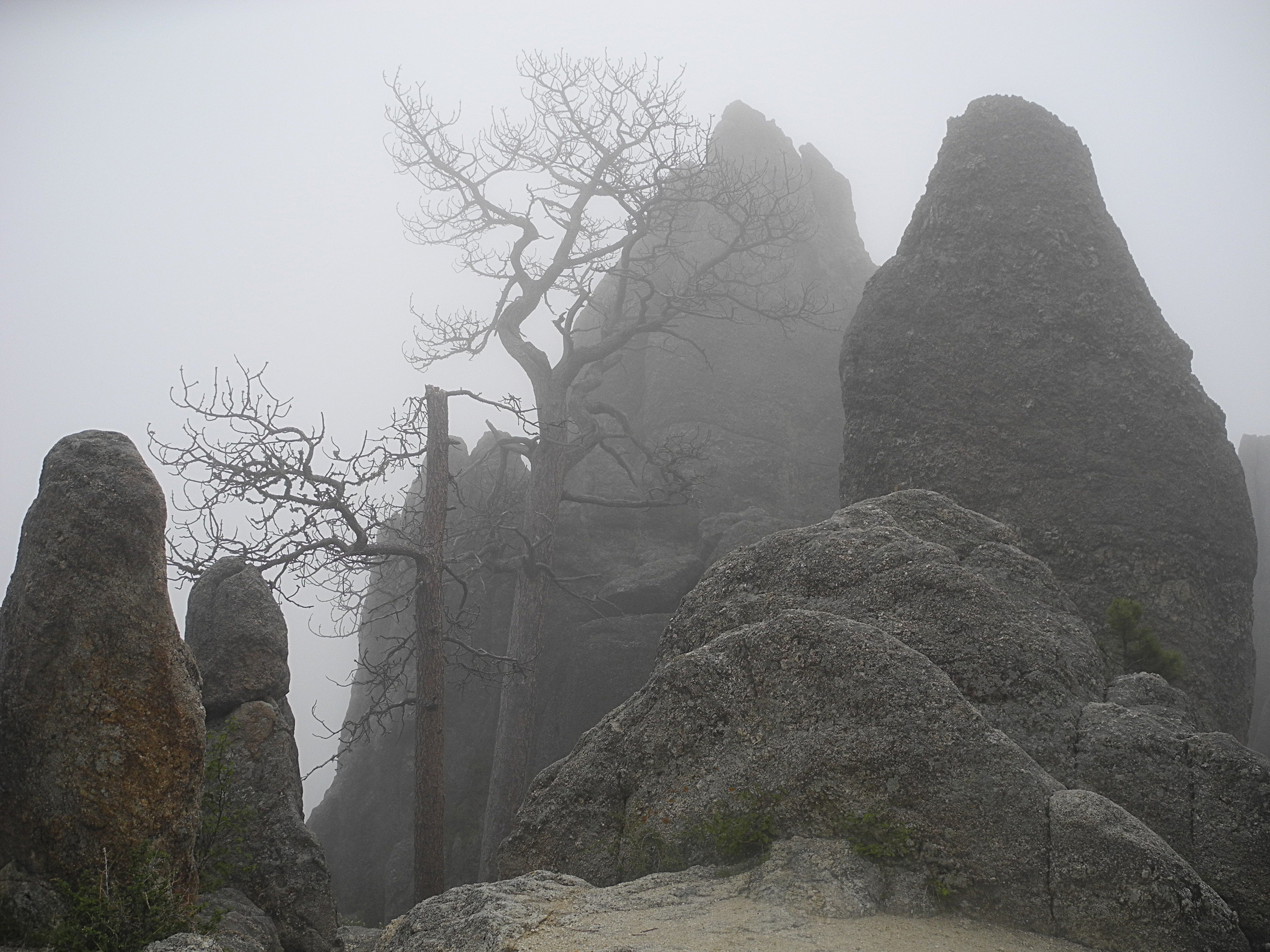
Formations rocheuses le long de la Needles Highway.
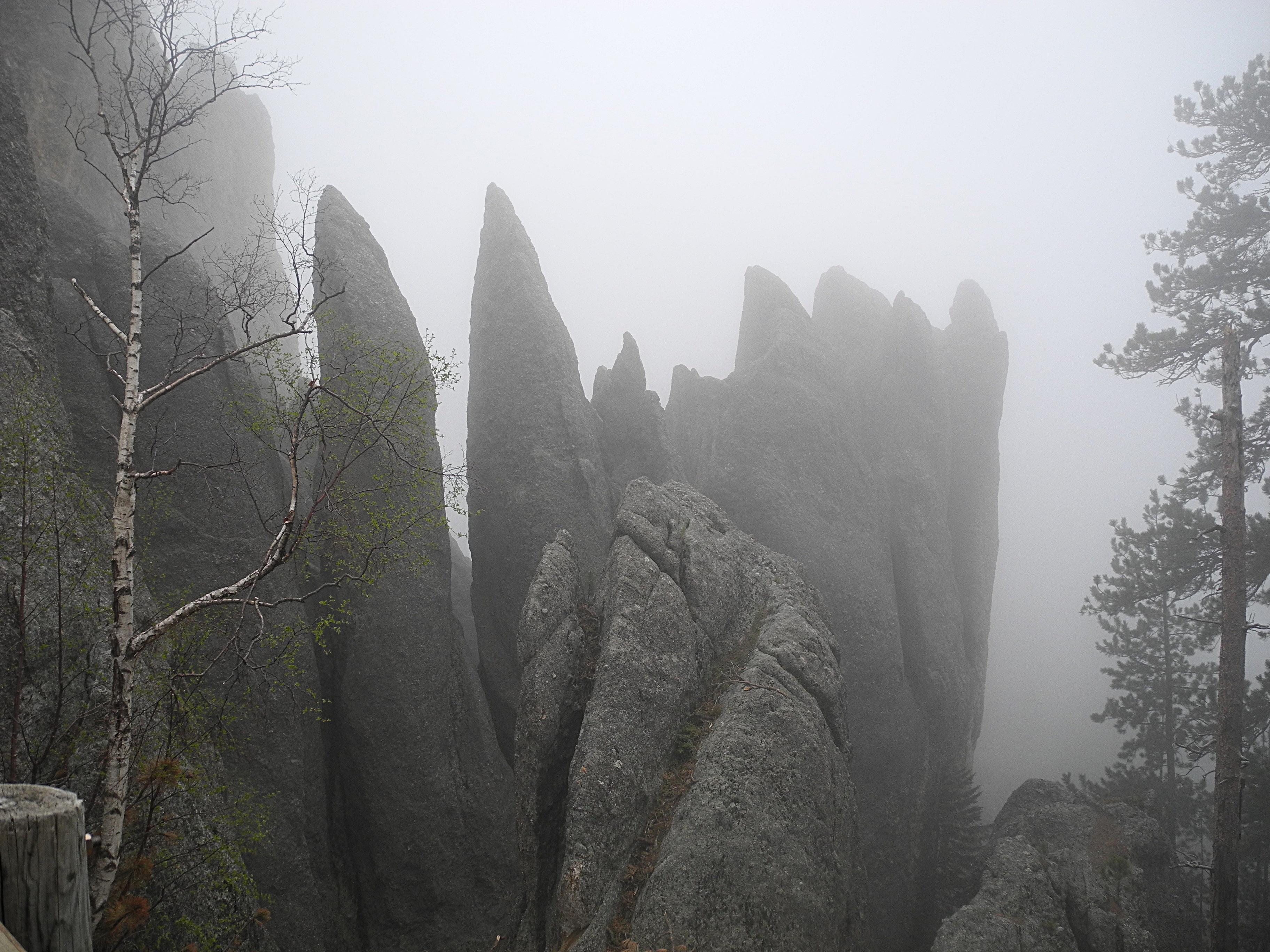
Formations rocheuses le long de la Needles Highway.